# Glendora (Californië)
Glendora is een plaats (city) in de Amerikaanse staat Californië, en valt bestuurlijk gezien onder Los Angeles County.

## Demografie
Bij de volkstelling in 2000 werd het aantal inwoners vastgesteld op 49.415.
In 2006 is het aantal inwoners door het United States Census Bureau geschat op 50.370, een stijging van 955 (1.9%).

## Geografie
Volgens het United States Census Bureau beslaat de plaats een oppervlakte van
49,9 km², waarvan 49,6 km² land en 0,3 km² water. Glendora ligt op ongeveer 236 m boven zeeniveau.

## Plaatsen in de nabije omgeving
De onderstaande figuur toont nabijgelegen plaatsen in een straal van 8 km rond Glendora.